# Bugasong
Bugasong es un municipio filipino de tercera clase, perteneciente a la provincia de Antique, en las Bisayas Occidentales.

## Toponimia
El lugar puede aparecer referido con las grafías «Bugason» y «Bugasong».

## Historia
El pueblo se fundó en 1700.
Hacia mediados del siglo XIX, tenía contabilizada una población de 10 556 habitantes, repartidos en 1759 casas. Aparece descrito en el primer volumen del Diccionario geográfico, estadístico, histórico de las Islas Filipinas (1850) de Manuel Buzeta Núñez y Felipe Bravo con las siguientes palabras:

BUGASON: pueblo con cura y gobernadorcillo, en la isla de Panay, prov. de Antique, dióc. de Cebú: sit. en los 125° 42' long., 11° 1' 30" lat.; á la der. de un r. que corre de E. á O., á desaguar en la costa, terreno llano, y clima templado y saludable. Fué fundado en 1700, y en la actualidad tiene con sus diferentes barrios y anejos como unas 1759 casas de la sencilla construccion india; casa parroquial y la llamada tribunal de buena fábrica, cárcel, y escuela de primeras letras dotada de los fondos de comunidad, á la cual concurren varios alumnos, é igl. parr. de buena fábrica, bajo la advocacion del Santo Niño, servida por un cura regular; siendo anejo de la misma en lo espiritual el pueblo de Guisijan. El cementerio se halla contiguo á la igl. y es capaz y bien ventilado. El term. confina por E. con el de Dumarao de la prov. de Capiz; por S. con el de Antique, antigua cap. de la prov., del que le separa un elevado monte; por O. con el mar; y por N. con Nalupa que dista 3 leg. Tiene frondosos montes, en los cuales se crian buenas maderas de construccion, y caza mayor y menor. El terreno es bastante fértil, y sus prod. arroz en tanta cantidad, que se hace de él una estraccion considerable; cacao, café, abacá, toda clase de legumbres, y los mongos mas apreciados de toda la isla; es el pueblo mas considerable de la prov. por sus prod. ind.: los naturales se ocupan especialmente en la agricultura y las mugeres en tejidos bastos y finos de algodon y abacá. El comercio consiste en la estraccion del arroz y demas sobrantes de sus productos naturales y fabriles. pobl. 10,556 alm., 2370 trib., que ascienden á 23,700 rs. plata, equivalentes á 59,250 rs. vn.
(Buzeta y Bravo, 1850, pp. 405-406)

En 2020, tenía censados 34 676 habitantes.